# HKPD Matija Gubec Ruma
Hrvatsko kulturno-prosvjetno društvo Matija Gubec Ruma je kulturno društvo Hrvata iz Rume, AP Vojvodina, Srbija. 

## Povijest
Osnovano je 1903. godine. Sjedište je u Glavnoj 247, Ruma. Predsjednik je Pavle Škrobot. 
Spada u najstarija društva u Vojvodini. Bez prekida djeluje od 1903. godine. Osnovna zadaća HKPD-a je okupljanje i edukacija članstva, a naročito mladih, kako bi uz umjetnost, glazbu, ples i obrazovanje obogatili svoj osobni život, te pozitivno utjecali na okruženje i životni prostor kojem pripadaju. Bio je sa svojim Velikim tamburaškim orkestrom među osnivačima Festivala jugoslavenske tamburaške glazbe u Osijeku 1937. - današnjeg Festivala hrvatske tamburaške glazbe, Festivala muzičkih društava Vojvodine u Rumi 1964. godine, na kojima je osvojio brojne medalje. Veliki tamburaški orkestar HKPD-a je bio u emisijama TV Novi Sad, na festivalu Vojvođanske zlatne žice, festivala Sava Vukosavljev u Zmajevu.

## Sekcije
Ima dramsku sekciju, Veliki tamburaški orkestar, Školu za tamburu i Sportsku sekciju, za mali nogomet. 

## Aktivnosti
Priređuje predavanja iz poljoprivrede, koje održavaju eminentni Institut za ratarstvo i povrtlarstvo iz Novog Sada, Zemun-Polja. Predstavlja književna djela. Održava brojne manifestacije. Od regionalnog značaja su Igranka u povodu Sveta tri kralja – kraljci koja se održava prve subote nakon blagdana Sveta tri kralja, Maškare u subotu prije početka korizme u veljači, Godišnji koncert Velikog tamburaškog orkestra polovicom travnja, Malonogometni turnir povodu dana župne zajednice „Uzvišenja Svetog Križa“ u prvoj polovici rujna, Božićni koncert, Srijemci Srijemu koju u travnj održava skupa s drugim hrvatskim udrugama u Srijemu. Od lokalna značaja su Igranka povodu završetka žetvenih radova polovicom srpnja, Igranka povodu završetka berbe grožđa – grožđenbal u listopadu. Od općinskog značaja su Koncert Velikog tamburaškog orkestra u povodu godišnjice društva u studenome, sudjelovanje na manifestaciji „Kulturno ljeto“ u Rumi u srpnju i kolovozu. Republičkog značaja je sudjelovanje na Festivalu tamburaških orkestara Srbije u Rumi u studenome. Međunarodnog je značaja Susret društava s nazivom Matija Gubec, posljednjeg vikenda u rujnu. Društvo sudjeluje i na Rumskoj fijakerijada, festivalu RUMFEST, Kulturnoj jeseni i dr. U prostorijama društva obilježavaju se i blagdani poput svetog Vinka, svetog Valentina i dr. Veliki tamburaški orkestar HKPD Matija Gubec snimio je u studiju „M“ Radio Novog Sada CD Muzika tamburaša 2005. godine. Na CD-u su 21 skladba dirigenta Josipa Jurce, inače dirigenta, a Sremska televizija od tog je materijala snimila 12 spotova.

## Vanjske poveznice
- Službene stranice
- (srp.) Sremske vesti  Arhivirana inačica izvorne stranice od 10. studenoga 2017. (Wayback Machine) 15. Međunarodni susreti društava Matija Gubec u Rumi, 19. lipnja 2017.